# Fischer Sándor (karmester)
Fischer Sándor (Budapest, 1900. február 6. – Budapest, 1995. március 8.) karmester, librettófordító, zeneszerző. Fischer Ádám, Fischer Iván és Fischer Eszter édesapja, valamint Fischer Péter operatőr, fotóriporter (Kádár Flóra színésznő férje) és Fischer György zongoraművész-karmester nagybátyja.

## Élete
Fischer Mór magánmérnök és Schwarz Erzsébet fia. A budapesti Zeneakadémián 1919 és 1922 között Siklós Albert és Weiner Leó tanítványa volt. A végzés után Hans Koesslernél képezte tovább magát 1925-ig. 
1929–1931 között a Vígszínház, 1935–1938 között a Belvárosi Színház karmestere és zenei vezetője volt. 1938-tól a második zsidótörvény  miatt csak az OMIKE Művészakció előadásain léphetett fel, bár közben többször behívták munkaszolgálatra. Zeneszerzője volt többek között Bálint Lajos Támár című színjátékának, Szép Ernő Verebek és Csergő Hugó Őszi szonáta című művének is. A felszabadulás után visszatért a Vígszínházba, majd 1949-től 1978-as nyugdíjazásáig a Magyar Rádió zenei dramaturgja volt.
Huszonöt operát, több oratóriumot és zenei szakkönyvet fordított.
Zeneszerzőként legjelentősebb műve egy zongoratrió, amit 1930-ban Drezdában mutattak be. Pau Casalsnak gordonkára írta át Mozart KV 447-es számú kürtversenyét.

## Magyar Rádió
- Kemény Egon – Gál György Sándor – Erdődy János: „Komáromi farsang” (1957) Daljáték 2 részben Csokonai Vitéz Mihály – Ilosfalvy Róbert, Zenthe Ferenc, Lilla – Házy Erzsébet, Korompai Vali, Deák Sándor, Gönczöl János, Berky Lili, Bilicsi Tivadar, Szabó Ernő, Hlatky László, Fekete Pál, Lehoczky Éva, Völcsey Rózsi, Gózón Gyula, Rózsahegyi Kálmán A Magyar Rádió Szimfonikus Zenekarát Lehel György vezényelte. Dramaturg: Fischer Sándor és Haán Endre. Zenei rendező: Ruitner Sándor. Rendező: László Endre.

## Diszkográfia
- Kemény Egon – Gál György Sándor – Erdődy János: „Komáromi farsang” daljáték, Breaston & Lynch Média, 2019

## Díjai, elismerései
- 1953 – Szocialista Kultúráért
- 1975 – Munka Érdemrend arany fokozata